# Gonbad
Gonbad (persiska: گنبد) är en ort i Iran.   Den ligger i provinsen Zanjan, i den nordvästra delen av landet, 300 km väster om huvudstaden Teheran. Gonbad ligger 1 439 meter över havet och antalet invånare är 106.
Terrängen runt Gonbad är huvudsakligen platt, men åt nordväst är den kuperad. Gonbad ligger nere i en dal. Runt Gonbad är det ganska glesbefolkat, med 34 invånare per kvadratkilometer. Närmaste större samhälle är Chesb, 13,3 km öster om Gonbad. Trakten runt Gonbad består i huvudsak av gräsmarker.